# اچ‌ام‌اس آکتئون (۱۷۵۷)
اچ‌ام‌اس آکتئون (۱۷۵۷) (به انگلیسی: HMS Actaeon (1757)) یک کشتی بود که طول آن ۱۱۸ فوت ۲٫۷۵ اینچ (۳۶٫۰ متر) بود. این کشتی در سال ۱۷۵۷ ساخته شد.